# Carinurus werestschagini
Carinurus werestschagini is een vlokreeftensoort uit de familie van de Acanthogammaridae. De wetenschappelijke naam van de soort is voor het eerst geldig gepubliceerd in 1935 door Bazikalova.
Dit zoetwaterkreeftje komt van nature voor in het Baikalmeer.